# Reczica (gmina Ochryda)
Reczica lub Rečica (maced. Речица) – wieś w południowo-zachodniej Macedonii Północnej, w gminie Ochryda.